# Schloss Griesbach
Schloss Griesbach ist ein Schloss in Bad Griesbach im Rottal im Landkreis Passau. Heute befindet sich darin eine Außenstelle des Finanzamtes Passau. Es ist ein denkmalgeschütztes Baudenkmal unter der Aktennummer D-2-75-124-22. Die Anlage wird ferner als Bodendenkmal unter der Aktennummer D-2-7545-0005 im Bayernatlas als „untertägige spätmittelalterliche und frühneuzeitliche Befunde sowie mittelalterlicher Vorgängerbau des ehem. Schlosses in Bad Griesbach i. Rottal.“ geführt.

## Geschichte
Das Schloss, welches 1076 erstmals urkundlich erwähnt wird, ist wohl eine Gründung der Grafen von Vornbach. 1078 wurde die Burg im Investiturstreit durch das Heer König Heinrichs IV. zerstört, da die Vornbacher Gefolgsmänner des Papstes waren. Wann die Burg wieder errichtet wurde, ist nicht bekannt, wahrscheinlich nach der Rückkehr der Vornbacher Grafen aus ihrem ungarischen Exil 1099. Diese vergaben zu Beginn des 12. Jahrhunderts die Griesbacher Burg an ihre Vasallen, die Herren von Griesbach-Waxenberg. Diesen gelang es im Laufe der Zeit den Besitz zu allodisieren. Um das Jahr 1220 starb das Geschlecht der Griesbach-Waxenberger jedoch aus. Die rechtmäßigen Erben, die Grafen von Vornbach waren jedoch bereits 1158 ausgestorben, deren Erben wiederum, die Grafen von Andechs, waren seit deren Verwicklung in den Königsmord und der daraus folgenden Ächtung aus dem Jahre 1208 im Rottal und am Inn bereits machtlos. So fiel das Erbe, wie es in einer Urkunde aus dem Jahre 1241 ausdrücklich bezeugt wurde, an den bayerischen Pfalzgrafen Rapoto II. aus dem Hause der Grafen von Ortenburg. Wie dieser jedoch das Erbe begründete und durchsetzte ist nicht überliefert; es ist aber anzunehmen, dass er die Besitzungen usurpiert hat, während sich die österreichischen Babenberger die Gebiete östlich der Großen Mühl und des Wurmbrandbaches im Oberen Mühlviertel einverleibten. Rapoto hingegen baute die Feste Griesbach zu seinem Verwaltungszentrum für das Rottal und den Inn aus.
1256 fiel Griesbach durch Heirat an Hartmann I. von Werdenberg, der die Burg 1260 an Herzog Heinrich XIII. verkaufte. Dieser übernahm die Ortenburger Verwaltung und richtete ein herzogliches Pfleggericht ein. Der erste Pfleger Wigund ist bereits 1262 nachweisbar. Getrennt vom Pflegegericht gab es außerdem ein Kastenamt, dem ein herzoglicher Kastner vorstand. Wernher der Auer (1382–1385) war der erste Kastner.
Als wichtiger Sitz einer landesfürstlichen Behörde wurde das Schloss entsprechend ausgebaut, namentlich zwischen 1460 und 1478, als der Schärdinger Maurermeister Stephan Westenholzer neue Wehrmauern und Türme, Torhäuser und Wirtschaftstrakte errichtete. Im Landshuter Erbfolgekrieg 1504 blieb es anders als der Ort Griesbach von der Zerstörung verschont. Hans Donauer der Ältere bildete die Anlage um 1590 auf dem Fresko im Antiquarium der Münchner Residenz ab.

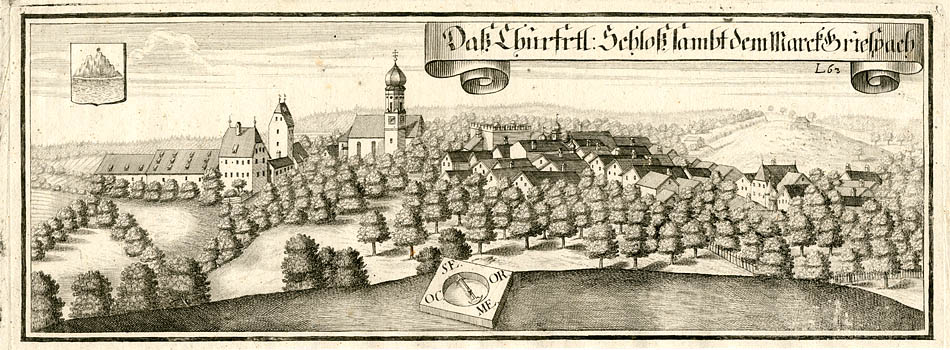
Schloss und Markt Griesbach im 18. Jahrhundert (Stich von Michael Wening)

Im Österreichischen Erbfolgekrieg wurde Schloss Griesbach im Jahre 1743 schwer beschädigt, aber bald wieder instand gesetzt. 1799 löste man das Pflege- und Kastenamt auf und errichtete ein provisorisches Landgericht, 1802 entstand ein Rentamt.
Am 8. Mai 1805 brannte das Schloss fast vollständig nieder. Das Rentamt wurde zunächst nach Kloster St. Salvator und 1808 nach Schloss Ortenburg ausgelagert. 1810 baute der Burghauser Hofbaumeister Franz Anton Glonner auf den Grundmauern der alten Anlage unter Weglassung des Bergfrieds und der Befestigungsanlagen zwei große „Dikasterialtrakte“. 1817 wurde der eine Getreidestadel zum Rentamt, 1858 der andere Getreidestadel zum Amtsgericht mit Fronfeste ausgebaut. Ein weiterer Zubau erfolgte 1912, als das Amtsgericht aus dem Schloss in einen Neubau verlegt wurde. Das Rentamt wurde um ein Stockwerk erhöht, und der Neubau des Bezirksamts, aus dem später das Landratsamt des Landkreises Griesbach im Rottal hervorging, kam hinzu. 

## Gebäude
Im Schloss Griesbach ist eine Außenstelle des Finanzamts Passau untergebracht. Nordöstlich vom Schloss steht die spätgotische Burgkirche St. Michael aus der Zeit um 1500. Sie trägt einen Zwiebelturm, war bis zum Bau der Stadtpfarrkirche Heilige Familie 1913 Pfarrkirche und dient heute als Friedhofskirche. Die Zugbrücke zwischen Kirche und Schloss stürzte 1822 ein und wurde durch einen Damm ersetzt.
Die steinerne Brunnenfigur Fischbub im Hof des Schlosses ist eines der letzten Werke des Passauer Bildhauers Otto Zirnbauer und stammt aus dem Jahr 1969.